# Pseudogoodyera
Pseudogoodyera es un género monotípico de orquídeas de hábito terrestre, perteneciente a la subfamilia Orchidoideae. Su única especie, Pseudogoodyera wrightii (Rchb.f.) Schltr., Beih. Bot. Centralbl. 37(2): 370 (1920) es originaria de México.

## Distribución
Se encuentra en México (San Luis Potosí,) extendiéndose por Centroamérica y Cuba.

## Sinonimia
- Goodyera wrightii Rchb.f., Flora 48: 274 (1865).
- Spiranthes wrightii (Rchb.f.) Schltr. in I.Urban, Symb. Antill. 7: 492 (1913).
- Goodyera erythrosticta Griseb., Cat. Pl. Cub.: 268 (1866).
- Spiranthes pseudogoodyerioides L.O.Williams, Bot. Mus. Leafl. 12: 231 (1946).
- Pseudogoodyera pseudogoodyeroides (L.O.Williams) Szlach., Fragm. Florist. Geobot. 39: 436 (1994)[1]